# Patrick Osterhage
Patrick Osterhage (Gottinga, 1º febbraio 2000) è un calciatore tedesco, centrocampista del Friburgo.

## Carriera

### Club
Prodotto delle giovanili del Borussia Dortmund, nella stagione 2020-2021 viene impiegato con la seconda squadra in Regionalliga, dove colleziona 8 presenze e una rete. Nell'estate del 2021 si trasferisce al Bochum, con il quale esordisce in Bundesliga il 2 ottobre 2021, nell'incontro perso per 3-0 contro il RB Lipsia.

### Nazionale
Ha militato nelle nazionali giovanili tedesche Under-18, Under-19 ed Under-21.

## Statistiche

### Presenze e reti nei club
Statistiche aggiornate al 14 luglio 2022.
| Stagione        | Squadra              | Campionato      | Campionato | Campionato | Coppe nazionali | Coppe nazionali | Coppe nazionali | Coppe continentali | Coppe continentali | Coppe continentali | Altre coppe | Altre coppe | Altre coppe | Totale | Totale |
| Stagione        | Squadra              | Comp            | Pres       | Reti       | Comp            | Pres            | Reti            | Comp               | Pres               | Reti               | Comp        | Pres        | Reti        | Pres   | Reti   |
| --------------- | -------------------- | --------------- | ---------- | ---------- | --------------- | --------------- | --------------- | ------------------ | ------------------ | ------------------ | ----------- | ----------- | ----------- | ------ | ------ |
| 2020-2021       | Borussia Dortmund II | RL              | 8          | 1          |                 | -               | -               |                    | -                  | -                  |             | -           | -           | 8      | 1      |
| 2021-2022       | Bochum               | BL              | 13         | 0          | CG              | 2               | 0               |                    | -                  | -                  |             | -           | -           | 15     | 0      |
| Totale carriera | Totale carriera      | Totale carriera | 21         | 1          |                 | 2               | 0               |                    | -                  | -                  |             | -           | -           | 23     | 1      |